# پسرها (ترانه اسکای فریرا)
«پسرها» (به انگلیسی: Boys) ترانه‌ای از خوانندهٔ آمریکایی اسکای فریرا می‌باشد که در نخستین آلبوم استودیویی وی تحت عنوان شبانگاه، زمان من (۲۰۱۳) قرار دارد و در ۱ مارس سال ۲۰۱۴ از سوی کپیتال رکوردز منتشر گردید.